# Sarah Burton
Sarah Jane Burton (nata Heard; Macclesfield, 1974) è una stilista inglese, direttrice creativa del marchio di moda Givenchy. Nel 2012 è stata citata nella Time 100, una lista annuale delle 100 persone più influenti al mondo secondo Time.

## Primi anni di vita
La Burton è nata a Macclesfield nel Cheshire, è una dei cinque figli di Anthony e Diana Heard. Ha frequentato la Withington Girl's School a Manchester. Dopo aver completato un corso di studio in belle arti al Politecnico di Manchester, e aver scelto di dedicarsi alla moda invece che continuare gli studi sulle belle arti, ha studiato Print Fashion al Central Saint Martins College of Art and Design a Londra. Durante il suo terzo anno la Burton ha ottenuto un colloquio per un tirocinio di un anno da Alexander McQueen, sotto consiglio del suo tutor Simon Ungless, amico di McQueen. Ha ottenuto l'incarico di stagista nell'azienda quando questa aveva sede in un minuscolo studio a Hoxton Square.

## Carriera nella moda

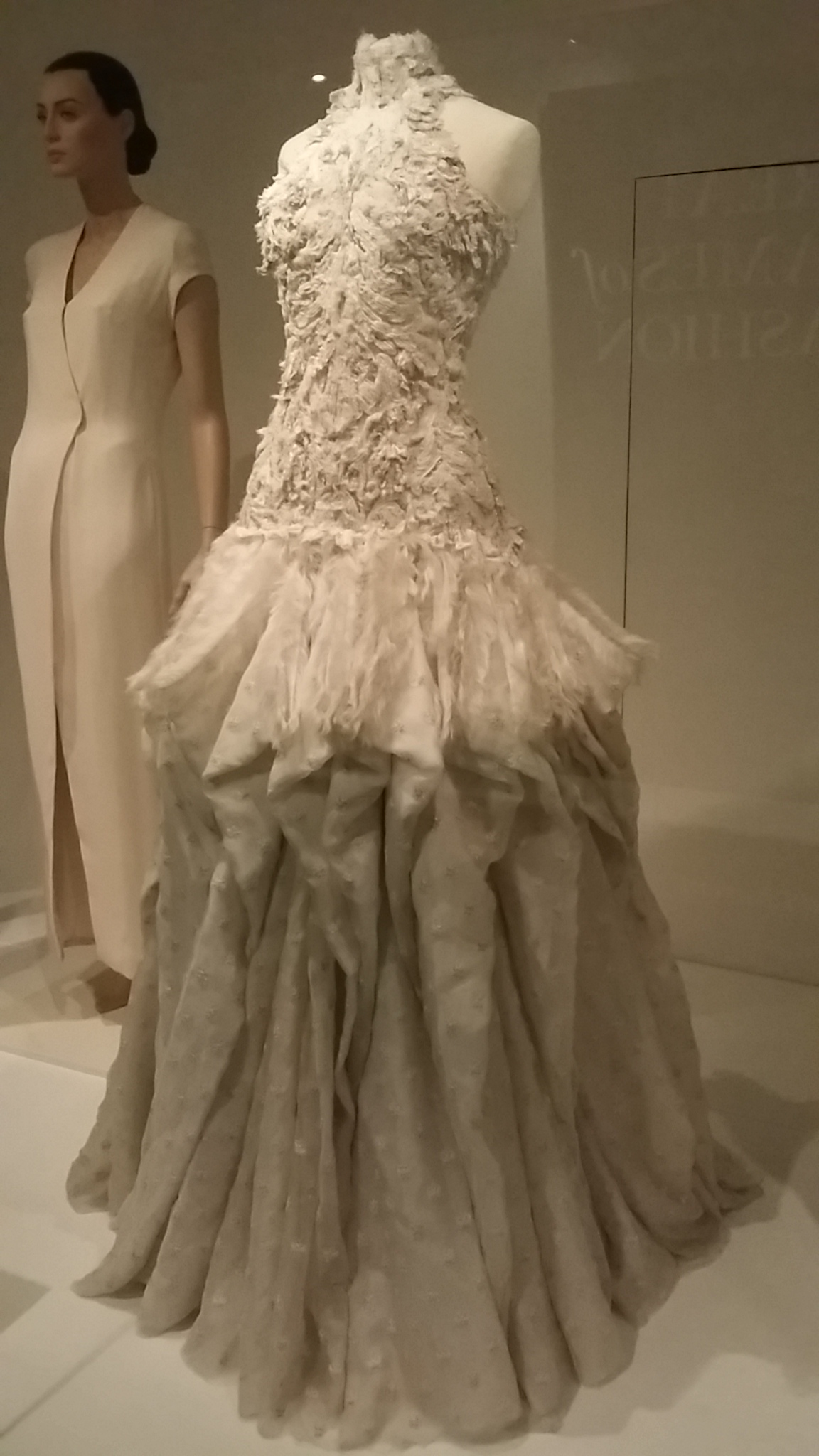
Abito da ballo di Sarah Burton per Alexander McQueen. Scelto come abito dell'anno per il 2011

Dopo la laurea, nel 1997, si è unita all'azienda a tempo pieno come assistente personale di McQueen. La Burton è stata nominata Head of Womenswear nel 2000. In seguito alla morte di McQueen, avvenuta nel Febbraio del 2010, il proprietario dell'azienda Gucci ha confermato che il marchio avrebbe continuato la sua attività e, nel Maggio del 2010, la Burton fu nominata nuova direttrice creativa di Alexander McQueen. Nel Settembre del 2010 la Burton ha presentato a Parigi la sua prima collezione donna per McQueen interamente creata da lei.
Il 29 aprile 2011 è stato rivelato che la Burton aveva disegnato l'abito da sposa di Catherine Middleton per il giorno del suo matrimonio con il Principe William, duca di Cambridge. L'abito da sposa è stato realizzato dalla Royal School od Needlework e la Burton ha affermato che creare l'abito da sposa per il matrimonio reale è stata "l'esperienza di una vita".
La Burton ha disegnato anche l'abito di Pippa Middleton, la damigella d'onore e l'abito che Kate Middleton ha indossato alla festa serale del matrimonio.
Nel 2011 la Burton è stata nominata Designer of the Year dal British Fashion Council.
A settembre 2024 è stata nominata nuova direttrice creativa di Givenchy.

## Vita privata
Dal 2011 Sarah Burton vive a St John's Wood con suo marito David Burton, un fotografo di moda.

## Onorificenze
Il 28 Novembre 2011 Sarah Burton ha vinto il premio Designer of The Year ai British Fashion Awards.
Nel Luglio del 2012 la Burton ha ricevuto una laurea ad honorem dall'Università metropolitana di Manchester, dove era stata studentessa, diventando così una Dottoressa onoraria in Arte.
Nel 2012 la Burton è stata nominata Ufficiale dell'Ordine dell'Impero Britannico (OBE) per i servizi all'industria della moda britannica.
Nel giugno del 2019 è stata insignita del Premio Internazionale Valentino Garavani e Giancarlo Giammetti dal Council of Fashion Designers of America. Nel Novembre dello stesso anno il British Fashion Council le ha conferito il Trailblazer Award.